# Quo Graviora
|  | No s'ha de confondre amb la butlla papal Quo Graviora de Lleó XII del 1826. |

Quo Graviora és una encíclica del papa Gregori XVI publicada el 4 d'octubre de 1833 que estigué dirigida als bisbes de la província eclesiàstica d'Alta Renània per queixar-se sobre els desitjos de reformes que un grup de capellans havien propagat en aquella regió, seguint per cert els plantejaments que ja Pius VIII havia esgrimit en un breu apostòlic el 25 de març de 1830.
El pontífex comença assenyalant que la desobediència a l'autoritat de la Santa Seu és una malaltia greu que s'ha estès en aquesta província eclesiàstica. Es refereix a la carta del seu predecessor que instava a tutelar els drets de l'Església i la defensa de la santa doctrina; en particular, el papa es queixa contra el sacerdot Franz-Ludwig Mersy (1785-1843), que en diverses publicacions havia advocat per reformes dins de l'Església. Ja el 1832 va defensar l'abilició del celibat del capellans, segons el papa «una conspiració escandalosa contra la llei del celibat». Junts amb el clergat protestant, considerat com herètic per Roma, havia publicat el Badisches Kirchenblatt («Revista de l'Església de Baden») i va participar activament en la «Revolució de Baden» Entre d'altres crítiques havia escrit Són necessàries reformes a l'Església Catòlica? (Sind Reformen in der Katholischen Kirche notwendig, 1833), que el papa precisament va fer servir com exemple de la «malaltia» que volia extirpar amb l'encíclica. Aquesta publicació va acabar en la llista negra dels llibres prohibits.